# Desperado (formație)
Desperado a fost o dormație heavy metal, fondată de Dee Snider în 1988, după destrămarea trupei Twisted Sister.

## Membri
- Dee Snider – Vocal (1988-2006)
- Bernie Tormé - Chitare (1988-2006)
- Marc Russell – Bas (1988-2006)
- Clive Burr – Baterie (1988-1996)
- Joey Franco - Baterie (1996-2006)

## Discografie
- Demo I + III - Demo (1990)
- Bloodied But Unbowed (1996)
- Ace (2006)
- Dee Snider Desperado Limited Edition (2009)